# (5773) Hopper
Pour les articles homonymes, voir Hopper.
(5773) Hopper est un astéroïde de la ceinture principale.

## Description
(5773) Hopper est un astéroïde de la ceinture principale. Il fut découvert le 2 juillet 1989 à l'observatoire Palomar par Eleanor Francis Helin. Il présente une orbite caractérisée par un demi-grand axe de 2,25 UA, une excentricité de 0,15 et une inclinaison de 4,8° par rapport à l'écliptique.

## Compléments